# Sh2-174
Sh2-174 ist ein planetarischer Nebel im Sternbild Kepheus, der ungefähr 1.000 Lichtjahre von der Erde entfernt ist. Das Objekt ist für viele Astronomen kein planetarischer Nebel, sondern eine Strömgren-Zone, die entsteht weil der Stern GD 561 durch eine interstellare Wolke läuft und sie zum Leuchten anregt.